# El Faium
|  | Per a altres significats, vegeu «Faium». |

El Faium (àrab: الفيوم, al-Fayyūm; copte: Ⲫⲓⲟⲙ, Efiom, literalment ‘la Mar’ o ‘llac’) és la capital de la governació del Faium, que antigament fou la regió coneguda com a Oasi del Faium. Fou l'antiga Shedet i, més tard, es va dir Cocodrilòpolis i Arsinoe. Té uns tres-cents mil habitants. Al centre de la ciutat hi destaca l'obelisc de Senusret I.

## Llocs destacats
El centre neuràlgic de la ciutat era i és el canal de Josep (Bahr Yusuf), suposadament construït per l'hebreu Josep. Altres llocs destacats de la ciutat i de la rodalia són: 
- Kiman Faris (Turó dels genets)
- Monestir de l'arcàngel Gabriel
- Monestir d'Anba Ishaq
- Deir al-Azab
- Mesquita Penjant
- Mesquita de Qaybey
- Piràmide d'Amenemhet III i Laberint d'Egipte.
- Altres restes en són el temple de Khnum, el temple d'Heqaib, algunes tombes a la roca, un obelisc (Obelisc de Senusret I), les restes d'uns colossos, un nilòmetre, i la tomba de Sarepunt.

## Història
El seu nom egipci fou Shedet o Shedit i, durant l'Imperi Mitjà, els faraons van dedicar molts recursos en afavorir aquesta regió, sobre tot, mitjançant importants obres d'irrigació que la van convertir en un immens jardí, enriquit per una reserva de pesca i caça. La ciutat era el centre d'adoració del déu cocodril Sobek. El seu temple més gran fou construït abans de la dinastia XII i fou reconstruït per Ramsès II. Era al nord de la ciutat i estava dedicat a Sobek; al seu costat, hi havia el llac sagrat on vivia el cocodril sagrat. Vegeu Medinet Madi. Shedet fou la capital del nomós XXI (Atef-Pehu).
Cocodrilòpolis o Crocodilòpolis (grec Κροκοδείλων πόλις Krokodilopolis) fou una antiga ciutat d'Egipte a la zona de l'oasi del Faium, entre el Nil i el llac Meris. Cocodrilòpolis fou el seu nom grec, que Ptolemeu I va canviar primer a Ptolemais i, més tard, el seu fill Ptolemeu II Filadelf la va anomenar Arsinoe, durant el govern dels làgides, pel nom de la filla de Ptolemeu I i de Berenice i esposa del mateix Ptolemeu II, Filadelf, sota el qual va agafar importància. Era en la zona més fèrtil del país.
Sota els romans, va pertànyer a la província anomenada Arcàdia d'Egipte i al segle iv fou seu d'un bisbat. El 642, la ciutat es va sotmetre al cap musulmà Amru.